# Nationaal park Hartz Mountains
Het Nationaal park Hartz Mountains is een nationaal park in het zuiden van het Australische eiland Tasmanië, ongeveer 85 kilometer zuidelijk van de hoofdstad Hobart. Het park is 7140 ha groot en is opgericht op 24 mei 1939. Het grootste gedeelte van het park ligt meer dan 600 meter boven zeeniveau, met 1253 als hoogste punt en 160 meter als laagste punt.
In de winter is vrijwel het gehele park bedekt met sneeuw. Het park is dan ook slechts toegankelijk voor gevorderde wandelaars. Als de sneeuw in het voorjaar smelt, ontstaan er verschillende mooie watervallen.
Het park is genoemd naar de Hartz Mountains, een tweelingberg van 1253 meter hoog in het midden van park. Een wandeling naar de top van deze bergen en weer terug duurt ongeveer vier tot vijf uur. De bergen bestaan voor een groot gedeelte uit doleriet, een stollingsgesteente en zijn zo'n 165 miljoen jaar geleden ontstaan. Het laagste gedeelte van het park, in het zuidwesten, is ontstaan uit mariene gesteenten, tussen de 355 en 180 miljoen jaar geleden.
Het park heeft enkele basisfaciliteiten als toiletten, picknicktafels en een schuilhut, die gelegen zijn aan het einde van de (onverharde) toegangsweg naar het park.
Ben Lomond · 
Cradle Mountain-Lake St Clair · 
Douglas-Apsley · 
Franklin-Gordon Wild Rivers · 
Freycinet · 
Hartz Mountains · 
Kent Group · 
Maria Island · 
Mole Creek Karst · 
Mount Field · 
Mount William · 
Narawntapu · 
Rocky Cape · 
Savage River · 
South Bruny · 
Southwest · 
Strzelecki · 
Tasman · 
Walls of Jerusalem
Nationale parken in: AUS · NSW · NT · QLD · SA · TAS · VIC · WA